# Verulux cypselurus
Verulux cypselurus (Syn.: Rhabdamia cypselurus) ist ein kleiner, sechs Zentimeter lang werdender Meeresfisch, der im Roten Meer, im Persischen Golf und im tropischen Indopazifik von Ostafrika bis zur Küste Westaustraliens, nördlich bis zu den Ryūkyū-Inseln und östlich bis zu den Marshallinseln, Fidschi, Tonga und Neukaledonien vorkommt.

## Merkmale
Die Fische haben einen mäßig langgestreckten, seitlich abgeflachten Körper, der mit schwachen Rund- oder Kammschuppen bedeckt ist. Die Schwanzflosse ist gegabelt mit 15 verzweigten und unverzweigten oberen und unteren Flossenstrahlen. Die Hypuralia 1+2+3+4 sind zusammengewachsen. Der Unterkiefer, die Prämaxillare und Vomer sind mit je einer Reihe schlanker Zähne besetzt. Das Palatinum kann unbezahnt sein oder eine Zahnreihe haben. Die Supramaxillare, ein Knochen des Oberkiefers, fehlt. Grat und Kanten des Vorkiemendeckels  (Preoperculum) sind glatt. Magen und Darm sind schwärzlich, das Peritoneum silbrig. Im Unterschied zur Gattung Rhabdamia, zu der Verulux cypselurus früher gestellt wurde, besitzen die Fische unter dem Cleithrum ein Leuchtorgan.
- Flossenformel: Dorsale 1 VI, Dorsale 2 I/9; Anale II/9, Pectorale 14–16, Caudale 9+8.
- Schuppenformel: SL 24.
- Kiemenrechen: 12–15.
- Wirbel 10+14.

Verulux cypselurus lebt in großen Schwärmen über Fels- und Korallenriffen, oft zusammen mit Rhabdamia gracilis. Nachts schwärmen die Fische aus um Plankton zu fressen.